# 牛昭容
牛昭容（？—？），中国唐朝时期皇族女性，为唐顺宗的昭容。
805年，唐德宗驾崩，其子唐顺宗李诵即位。唐顺宗封牛氏为昭容。因为唐顺宗中風、瘫痪，不能说话。宦官李忠言和牛昭容與顺宗亲近，顺宗通过他们向外传达旨意。翰林学士王伾与李忠言、牛昭容关系好，主管往来传旨，王叔文主决断，宰相韦执谊为作詔書；进行永贞革新。
永貞革新損及了宦官俱文珍、劉光琦等的利益。俱文珍聯合劍南節度使韋皋、荊南節度使裴均、河東節度使嚴綬等外藩，迫使唐順宗內禪予皇長子李純，是為唐憲宗，即永贞内禅，顺宗为太上皇，不久暴斃。順宗駕崩後，史书没有了牛昭容的记载。
唐顺宗曾册立一位牛承徽为修仪，牛昭容、牛修仪是否是同一人，已无法考证。